# Zakon Rycerzy Michała Archanioła
Rycerski Zakon św. Michała Archanioła (ukr. Лицарський Орден Архистратига Михаїла) – międzynarodowa organizacja o charakterze współczesnego zakonu rycerskiego, założona przez oficerów Służby Bezpieczeństwa Ukrainy, zarejestrowana w 1997, podległa jurysdykcji Kościoła Prawosławnego Ukrainy.

## Historia
Rycerski Zakon św. Michała Archanioła powołali do życia późniejsi działacze Związku Oficerów Ukrainy: major Mykoła Hinajło i płk. rezerwy Armii Radzieckiej Iwan Mykuliński, zastępca szefa SBU. Powstał on jako organizacja tajna w 1989, a zarejestrowany został w 1997 r. Mykoła Hinajło w 1998 został kapłanem Ukraińskiego Kościoła Prawosławnego Patriarchatu Kijowskiego (obecnie Kościół Prawosławny Ukrainy) i jest też założycielem charytatywnej Fundacji Matki Bożej Nieustającej Pomocy. Główna siedziba zakonu znajduje się we Włodzimierzu, podległa eparchii włodzimiersko-wołyńskiej. Obecnie zakon ma charakter międzynarodowy i utrzymuje kontakty z innymi zakonami rycerskimi w Europie. Iwan Mikuliński pełni funkcję wielkiego mistrza i tytułuje się jako „wielki kniaź”. Ks Mykoła Hinajło pełni funkcję wielkiego kanclerza. Rycerski Zakon św. Michała Archanioła jest oficjalnie międzynarodową organizacją charytatywną, która szczególną opieką otacza dzieci w szpitalach i sierocińcach znajdujących się na Ukrainie. Jest członkiem stowarzyszonym Międzynarodowego Centrum Wdrażania Programów UNESCO.

## Związki z Polską
Wielkim przeorem zakonu na Polskę 1 lipca 2003 został lubelski prawnik ukraińskiego pochodzenia Petro Stech, były żołnierz Armii Radzieckiej. Został on znaleziony martwy w swoim pokoju hotelowym w 2016. Do Stecha miały jakoby trafić nagrania uzyskane przez Andrzeja Leppera na Ukrainie, a jego śmierć miała nie być przypadkiem. Tomasz Sekielski w dokumencie z serii „Teoria spisku” w Fokus TV podał, że „ukraińska policja mimo niejasnych okoliczności jeszcze tego samego dnia umorzyła śledztwo w sprawie, uznając że śmierć nastąpiła z powodów naturalnych”. Ks. Mykoła Hinajło był doradcą Andrzeja Leppera, gdy ten pełnił funkcję wicemarszałka Sejmu. Do zakonu należą obecnie Polacy, m.in. członkowie Kurkowego Bractwa Strzeleckiego w Mosinie. Komandorem jest Grzegorz Szydłowski.

## Kontrowersje
Oleh Soskin, ukraiński ekspert w rozmowie z Rzeczpospolitą powiedział: „To niebezpieczna organizacja. Operuje na styku polityki i biznesu. Jest powiązana ze służbami specjalnymi Ukrainy, bardzo możliwe, że i Rosji”. Jak podaje Wojciech Sumliński w książce Niebezpieczne związki Andrzeja Leppera, do organizacji należą m.in. Ihor Mazepa, jeden z najbogatszych Ukraińców, potomek hetmana Iwana Mazepy a także wielu biznesmenów, naukowców, artystów, członków wymiaru sprawiedliwości, politycy wszystkich szczebli, funkcjonariusze służb specjalnych, zwłaszcza SBU i wojskowych.
Ks. Mykoła Hinajło skomentował: „Rycerski Zakon Archanioła Michała został założony w 1997 roku. Od tego czasu rozeszły się sensacyjne plotki o jego członkach. Ukraińscy dziennikarze ochrzcili Zakon spiskiem masonów-oligarchów. Mówią, że członkami Zakonu są brat Wiktor Juszczenko i byli premierowie, a polska prasa pisała, że żaden minister lub gubernator nie został powołany na Ukrainie bez zgody Zakonu. Reporterzy zrobili ze mnie szpiega rosyjskiego wywiadu. Wygląda na to, że szykowałem zamach stanu w Polsce”.

## Przyznawanie odznaczeń
Wiktor Juszczenko dostał od zakonu Order Chrystusa Zbawiciela. Honorowym kawalerem Orderu Zakonu Rycerzy Michała Archanioła został Karol Filip Orleański.